# Irma Zwartkruis
Irma Zwartkruis es una deportista neerlandesa que compitió en triatlón. Ganó tres medallas en el Campeonato Europeo de Triatlón de Media Distancia entre los años 1986 y 1988, y dos medallas en el Campeonato Europeo de Triatlón de Larga Distancia en los años 1987 y 1989.

## Palmarés internacional
| Campeonato Europeo | Campeonato Europeo   | Campeonato Europeo | Campeonato Europeo |
| Año                | Lugar                | Medalla            | Prueba             |
| ------------------ | -------------------- | ------------------ | ------------------ |
| 1986               | Brasschaat (Bélgica) | Medalla de bronce  | Individual         |
| 1987               | Roth (RFA)           | Medalla de bronce  | Individual         |
| 1988               | Stein (Países Bajos) | Medalla de plata   | Individual         |

| Campeonato Europeo | Campeonato Europeo   | Campeonato Europeo | Campeonato Europeo |
| Año                | Lugar                | Medalla            | Prueba             |
| ------------------ | -------------------- | ------------------ | ------------------ |
| 1987               | Joroinen (Finlandia) | Medalla de bronce  | Individual         |
| 1989               | Rødekro (Dinamarca)  | Medalla de plata   | Individual         |